# Sport Boys Warnes
Lo Sport Boys Warnes è una società calcistica boliviana di Warnes. Dal 2013 milita nella Liga de Fútbol Profesional Boliviano, la massima serie del campionato boliviano.
Il club, fondato il 17 agosto 1954, conquistò nel 2013 il secondo posto nella Liga Nacional B, venendo così per la prima volta nella sua storia promosso nella Liga de Fútbol Profesional Boliviano.
Nella stagione calcistica 2014-2015 ha tesserato il presidente boliviano Evo Morales, assegnandogli la maglia nº 10.

## Palmarès

### Club

#### Competizioni nazionali
- Campionato boliviano: 1

Apertura 2015

### Altri piazzamenti
- Liga Nacional B:

Secondo posto: 2012-2013